# Showgirl: The Homecoming Tour
Showgirl: The Homecoming Tour foi a nona turnê da cantora australiana Kylie Minogue, em apoio à sua coletânea de grandes sucessos, Ultimate Kylie (2004), e teve concertos na Austrália e Europa. Começou em 11 de novembro de 2006 em Sydney, Austrália, no Sydney Entertainment Centre, e terminou em 23 de janeiro de 2007 em Manchester, Reino Unido, na Manchester Evening News Arena. Originalmente, Minogue se apresentaria na Austrália e na Ásia com a Showgirl: The Greatest Hits Tour em 2005, mas ela foi forçada a cancelar a turnê pois foi diagnosticada com câncer de mama. A Showgirl: The Homecoming Tour é uma continuação da supracitada, com repertório e figurinos renovados.
O show foi dividido em oito blocos, sendo eles Showgirl, Everything Taboo, Samsara, Athletica, Dreams, Pop Paradiso, Dance of the Cybermen e um bis. Os figurinos foram desenhados por designers como Karl Lagerfeld, Dolce & Gabbana e Julien Macdonald. Apesar de se basear na turnê anterior, alterações no repertório, coreografias e figurinos foram feitos para acomodar a condição médica de Minogue. O palco, avaliado em $2.5 milhões de dólares australianos, compreende quatro monitores de vídeo separados e um  hardware de vídeo sem precedentes de $10 milhões de dólares australianos. O repertório consistia nos maiores sucessos de Minogue, além de alguns covers.
A turnê foi bem avaliada pelos críticos, que a descreveram como uma "extravagância" e um "retorno triunfante" para a cantora. Comercialmente foi também um sucesso, gerando uma receita de US$40 milhões de dólares e 435 mil ingressos vendidos. Dois shows australianos em cidades distintas foram usados para transmissão na televisão e lançamento em DVD e CD. Um deles, gravado em Sydney, gerou um CD duplo intitulado Showgirl: Homecoming Live, enquanto o outro, gravado em Melbourne, foi transmitido na televisão e posteriormente lançado em DVD duplo juntamente com um documentário intitulado White Diamond, contendo os preparativos da turnê, algumas partes da mesma e bastidores da vida de Minogue durante estas viagens.

## Antecedentes e desenvolvimento

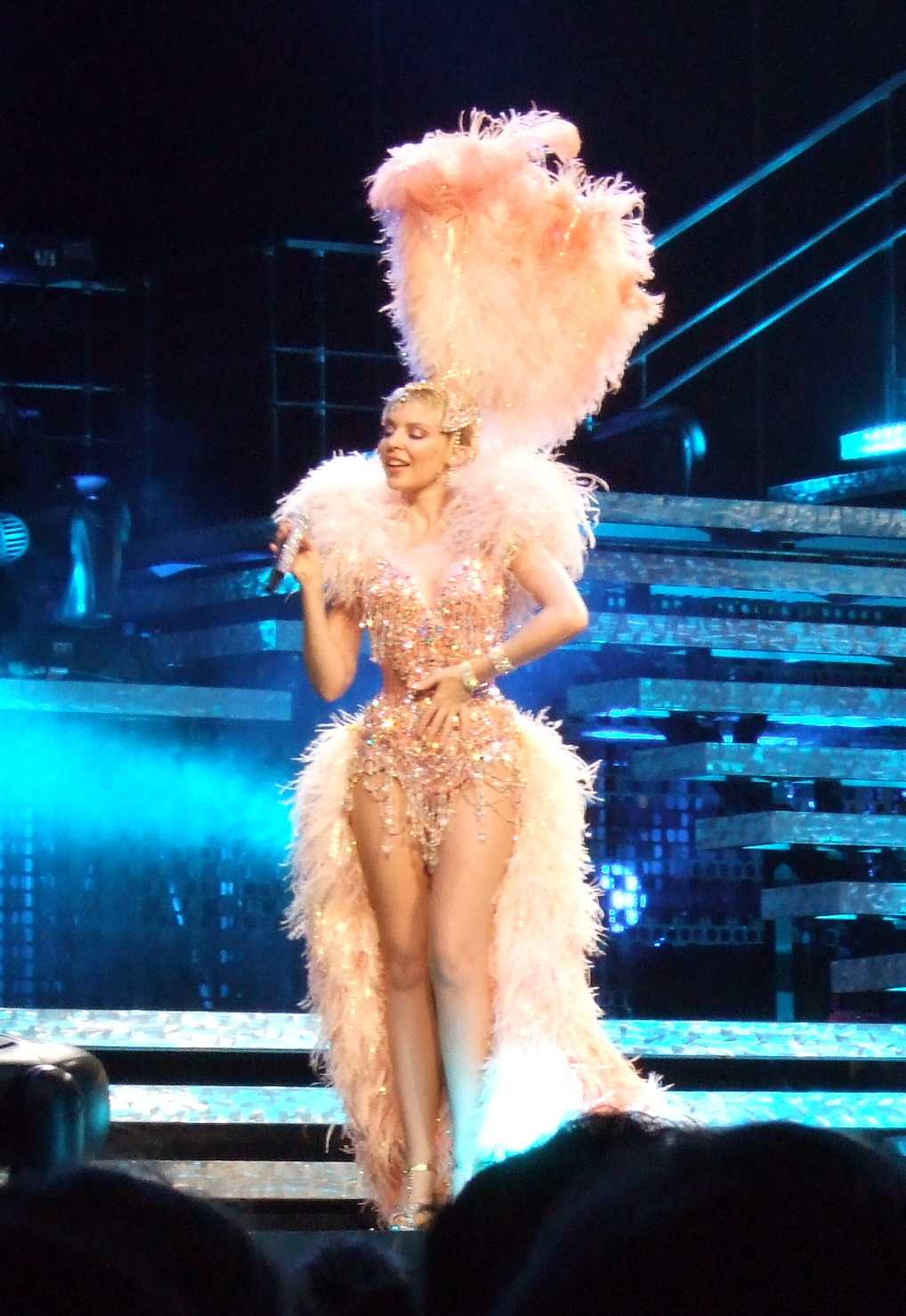
Minogue com seu figurino de showgirl no primeiro ato da turnê

Em 2005, Minogue iniciou a Showgirl: The Greatest Hits Tour, com concertos na Europa e inicialmente prevendo shows na Austrália e Ásia; após cobrir a parte europeia da turnê, a cantora descobriu um câncer de mama, tendo que cancelar o restante desta. Em um comunicado divulgado por sua gravadora, Minogue disse que "estava ansiosa para levar a turnê Showgirl para a Austrália e o [festival de] Glastonbury e lamento ter decepcionado meus fãs. No entanto, espero que tudo dê certo e eu voltarei a estar com todos vocês em breve". Mais tarde, ela foi submetida a uma mastectomia e a um ciclo de oito meses de quimioterapia e radioterapia. Em novembro de 2005, o promoter da turnê na Austrália, Michael Gudinski, anunciou que as datas australianas seriam adiadas até o fim de 2006, e que tais concertos seriam atualizados "como agradecimento pela paciência e compreensão dos portadores dos ingressos australianos". Ele também disse que "os fãs que guardarem seus ingressos farão parte de uma turnê que eles nunca esquecerão. Kylie tem pensado muito nesses shows nos últimos meses e eles serão algo especial".
Em 22 de junho de 2006, a Frontier Touring Company anunciou oficialmente em uma conferência de imprensa que Minogue retomaria as vinte datas restantes na Austrália, começando em 11 de novembro no Sydney Entertainment Centre e terminando em 17 de dezembro na Rod Laver Arena em Melbourne. "Obviamente ela ainda tem algumas montanhas para escalar, mas estamos muito confiantes de que a turnê começará em novembro", disse Gudinski, referindo-se à condição médica da cantora. Posteriormente, datas no Reino Unido também foram sendo anunciadas, inicialmente apenas em Londres, e logo após em Manchester. Os ensaios para a turnê duraram entre agosto e outubro de 2006, com as coreografias sendo refeitas para que a cantora não se desgastasse tanto, devido à sua ainda delicada condição de saúde, e os intervalos entre os blocos sendo mais longos para que ela descansasse. Minogue ainda comentou que "talvez não tenhamos mudanças [de figurinos] rápidas, teremos mudanças lentas. E talvez até uma pequena cadeira".
Apesar de se manter fiel à turnê anterior, escolheu-se atualizar o show para a nova etapa, com novas canções, novos figurinos, novas coreografias, nova encenação e nova iluminação. De acordo com a cantora, "toda turnê tem seu próprio sentimento e sua própria atmosfera. Cada turnê é um momento no tempo. A Showgirl Homecoming será sobre as pessoas e as emoções da noite — é esse elemento que será o mais imprevisível e o mais bonito". Três coreógrafos foram contratados para dar continuidade ao show, sendo eles Michael Rooney e Rafael Bonachela, que já haviam trabalhado na turnê original, além de Akram Khan, que foi trazido para criar uma nova seção para o concerto. Os figurinos foram desenhados por designers como Karl Lagerfeld, Dolce & Gabbana e Julien Macdonald. O palco, avaliado em $2.5 milhões de dólares australianos, compreende quatro monitores de vídeo separados e um hardware de vídeo sem precedentes de $10 milhões de dólares australianos. Minogue usou microfones Sennheiser SKM 5200 cristalizados, criados pela CrystalRoc.

## Sinopse do concerto
O show foi dividido em oito blocos, sendo eles Showgirl, Everything Taboo, Samsara, Athletica, Dreams, Pop Paradiso, Dance of the Cybermen e um bis. Ele começa com uma introdução instrumental que apresenta a escrita na tela de vídeo que apresenta Minogue. Ela então sai do palco em uma plataforma vestida com uma roupa de showgirl cor de rosa. Ela começa a cantar "Better the Devil You Know", que é rapidamente seguida pelas apresentações de "In Your Eyes" e de uma nova canção chamada "White Diamond". Minogue então executa "On a Night Like This", que começa no estilo de uma balada, antes de retomar sua versão original após o primeiro refrão. Seu final é novamente apresentado como uma balada, quando Minogue sai do palco através de uma plataforma, finalizando a seção. A segunda seção começa com um interlúdio de dança, até Minogue aparecer usando uma roupa dourada ao som de "Shocked". Uma breve sequência de canções antigas da cantora são ouvidas, levando a uma breve performance de "What Do I Have to Do", sendo seguida por uma apresentação de "Spinning Around".
A terceira seção começa com um interlúdio de dança, seguido de uma apresentação de "Confide in Me", onde os dançarinos tratam Minogue como se ela fosse uma marionete. Isso é rapidamente seguido por uma performance de "Cowboy Style", onde Minogue canta sentada no palco, seguida de um pequeno interlúdio de "Finer Feelings", onde vocalistas de apoio cantam enquanto a cantora faz uma dança; isso é seguido por uma performance de "Too Far". O quarto ato começa com um interlúdio de dança com um remix de "Butterfly", onde o acrobata Terry Kvasnik dança no palco. Um efeito sonoro de pulverização soa enquanto chuveiros falsos e equipamentos de academia sobem ao palco, onde "Red Blooded Woman" é executada, juntamente com um trecho de "Where the Wild Roses Grow"; Minogue desta vez está em cima de um cavalo com alças em um macacão de leopardo. Logo depois, Minogue então canta "Slow" enquanto seus dançarinos fazem flexões, e segue uma performance de "Kids" antes de um curto intervalo.
A quinta seção começa com um cover de "Somewhere Over the Rainbow", onde Minogue surge sentada em uma lua crescente suspensa. Isso é seguido por uma versão lenta de "Come into My World". A cantora então executa uma versão abreviada de "Chocolate" no palco, quando o final da passarela transforma-se em um "bolo", onde a artista apresenta "I Believe in You". O ato termina com uma performance de "Dreams". O próximo bloco começa com um interlúdio da canção de Minogue, "Burning Up", misturada com "Vogue" de Madonna. Ela então apresenta uma versão jazz de "The Loco-Motion", que é seguida por uma performance de "I Should Be So Lucky", que contém amostras de "The Only Way Is Up". Minogue fecha a seção com um remix de "Hand on Your Heart". A penúltima seção é aberta com um remix de "Can't Get You Out of My Head" enquanto a cantora faz movimentos robóticos, levando à uma contagem regressiva de "Light Years"; esta versão da música é misturada com a canção "Turn It into Love". A cantora então apresenta um bis de duas músicas, cantando uma versão longa de "Especially for You", convidando o público a cantar a parte de Jason Donovan. Minogue então fecha o show com uma performance de "Love at First Sight", com uma montagem de vídeo de sua carreira mostrada nas telas de vídeo atrás dela.

## Análise da crítica

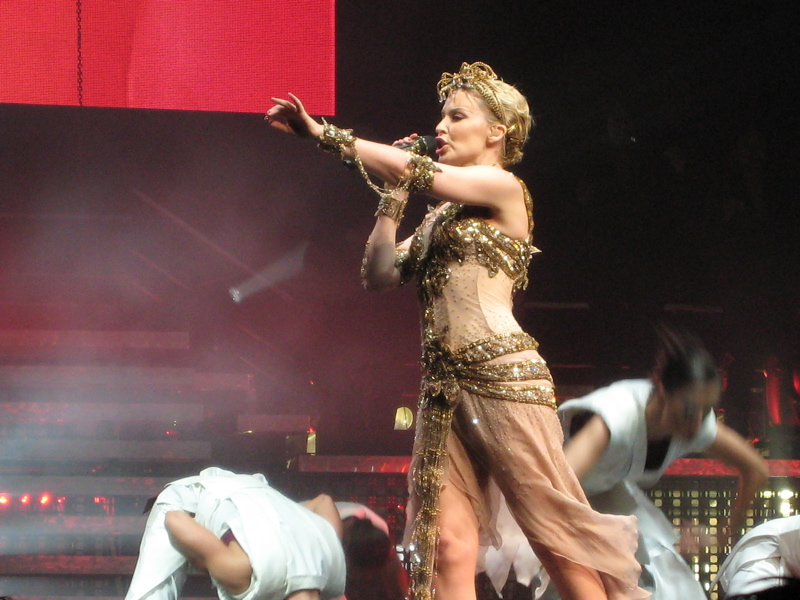
Minogue apresentando "Too Far" durante o terceiro bloco do concerto

A Showgirl: The Homecoming Tour recebeu positivas análises dos críticos. Patrick Donovan do The Age escreveu que Minogue estava com "um belo corpo e uma voz incrível". Ele também escreveu que ela estava "em seu melhor perambulando pelo palco vestindo um macacão, brincando com o público". Kathy McCabe do jornal australiano The Daily Telegraph também cedeu comentários elogiosos ao concerto, dizendo que foi a imaginação e profissionalismo da cantora que estabeleceram o histórico conceito de Showgirl Homecoming como uma nova referência para o concerto pop. "Simplesmente, Minogue é a melhor atuação da cidade quando se trata de pop", disse ela, complementando que ela havia superado as expectativas da plateia "fantasias de alta costura, iluminação e encenação de última geração, e efeitos especiais que quase surpreenderam a multidão delirante em silêncio", disse.
Christine Sams, em uma análise para o The Sydney Morning Herald, descreveu o show como uma "extravagância" e disse ainda que não era "nada menos do que um triunfo". Kitty Empire, escrevendo para o jornal The Observer, disse que "seu ousado e impetuoso show de retorno é um triunfo" e "francamente, porém, é fácil ignorar as músicas que você não gosta. A encenação, os lasers, os figurinos, as penas: todos conspiram para tornar Showgirl hipnotizante". CBBC Newsround descreveu o concerto como uma "perfeita volta aos palcos" com sua "variedade de músicas, excelentes dançarinos, iluminação de palco e o amor de Kylie em se apresentar". Ludovic Hunter-Tilney do Financial Times falou como "as roupas estavam tão camp quanto o carnaval do Rio, as músicas eram irrepreensivelmente borbulhantes e Kylie estava mais perturbadora do que nunca, irradiando aqueles enormes dentes brancos para nós e sem mencionar problemas de saúde recentes", também dizendo que sua voz havia melhorado em relação à turnê anterior.
Eva Simpson e Caroline Hedley do Daily Mirror também escreveram uma resenha positiva, dizendo que foi um "retorno triunfante" e que a "princesa do pop está de volta aonde ela pertence - emocionando milhares de fãs adoradores com um incrível show no palco". O jornal Manchester Evening News comentou que "Showgirl continua sendo um espetáculo cheio de momentos genuínos - não apenas porque Kylie esteve doente. Mas, ao contrário das imagens cheias de guerra que você vê em um show de Madge, esse show é auto-depreciativo, divertido e emocional. Você derramou algumas lágrimas porque não consegue acreditar que a locomotiva de Kylie já dura 20 anos. Bem-vinda de volta, senhorita Minogue. A espera valeu a pena!". Priya Elan da revista NME disse que "sucesso após sucesso, esse público está feliz em ver sua heroína saudável novamente" e que "eles estão muito felizes em vê-la, é claro, mas há muito tempo Kylie Minogue percebeu que ser um tesouro nacional envolvia ser divertido pelo bem do entretenimento, e hoje à noite ela é gloriosamente isso". A turnê venceu a categoria de "Melhor Produção de Show" no Vodafone Live Awards, e foi indicada na categoria de "Melhor Performance em um Concerto Contemporâneo Australiano" no Helpmann Awards em 2007.

## Recepção comercial
Na Austrália a turnê foi quase completamente esgotada, estabelecendo um recorde de 215.000 ingressos vendidos no país apenas no ano de 2006. No Reino Unido, os dois primeiros concertos anunciados na Wembley Arena em Londres se esgotaram em apenas seis minutos, levando a produtora a adicionar mais shows na cidade, que se esgotaram dentro de uma hora. O show de ano novo em 31 de dezembro de 2006 esgotou-se em 40 minutos. "A demanda por Kylie é absolutamente fenomenal e esses são os shows mais rapidamente vendidos que eu já vi", disse seu agente de shows, Dave Chumbley. No total, sua passagem pelo continente europeu lucrou $15.554.306 milhões de dólares, com 178.598 pessoas assistindo aos concertos.

## Gravações e transmissões

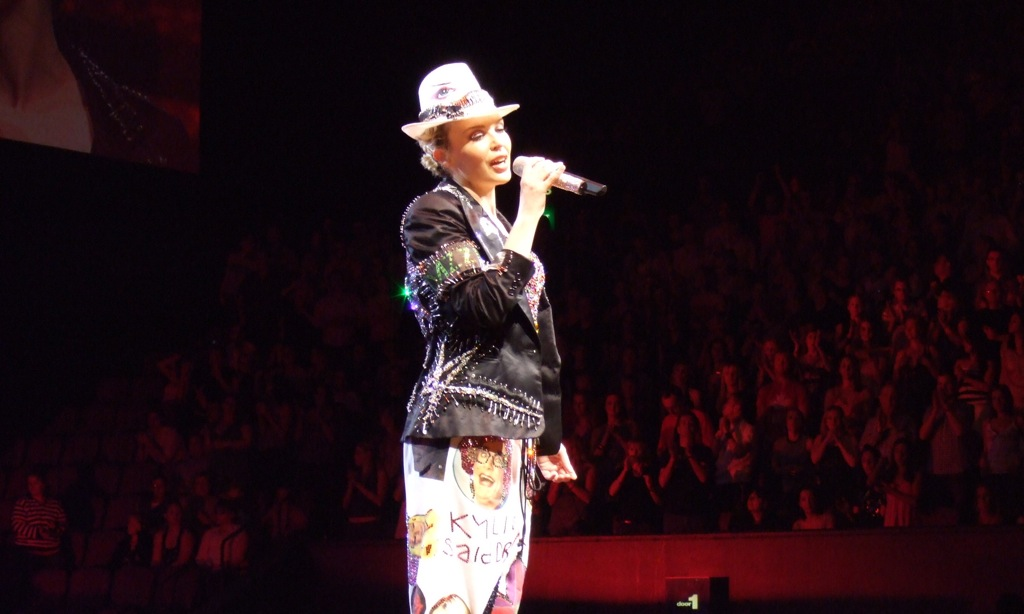
Minogue cantando "Especially for You" durante o bis do concerto

O segundo show em Melbourne, Austrália, na Rod Laver Arena, em 11 de dezembro de 2006, foi filmado para transmissão na televisão e lançamento em DVD. O concerto foi transmitido em 13 de janeiro de 2007 para o Reino Unido pelo canal Channel 4. Em 4 de março de 2007, o canal australiano Australian Broadcasting Corporation (ABC) transmitiu o show sem intervalos comerciais. O concerto foi lançado em DVD em 10 de dezembro de 2007 como disco duplo, contendo o documentário White Diamond. O segundo show realizado no Sydney Entertainment Centre em Sydney, Austrália, em 12 de novembro de 2006, foi gravado e lançado como um álbum ao vivo, intitulado Showgirl: Homecoming Live em janeiro de 2007. O álbum conta com a participação de Bono, da banda U2, na faixa "Kids".
Juntamente com o show, um documentário intitulado White Diamond foi lançado contendo os preparativos da turnê, algumas partes da mesma e bastidores da vida de Minogue durante estas viagens. Dirigido por William Baker, seu estilista e amigo próximo, estreou entre os dias 16 e 19 de outubro de 2007 pela Austrália e Reino Unido através do Village Cinemas e Vue Cinema nos respectivos países citados, antes de ser lançado comercialmente em 10 de dezembro de 2007. O projeto recebeu avaliações mistas de críticos de cinema.

## Repertório
Este é o repertório da noite de abertura, ocorrida em 11 de novembro de 2006 em Sydney, Austrália.
1. "Showgirl Theme" (introdução instrumental)
2. "Better the Devil You Know"
3. "In Your Eyes"
4. "White Diamond"
5. "On a Night Like This"
6. "Shocked" (contém elementos de "Do You Dare?", "It's No Secret", "Give Me Just a Little More Time", "Keep on Pumpin' It" e "What Kind of Fool (Heard All That Before)")
7. "What Do I Have to Do" (contém elementos de "Over Dreaming (Over You)")
8. "Spinning Around" (contém elementos de "Step Back in Time", "Finally" e "Such a Good Feeling")
9. "Temple Prequel" (interlúdio)
10. "Confide in Me"
11. "Cowboy Style"
12. "Finer Feelings" (apenas vocais de apoio)
13. "Too Far"
14. "Butterfly (Sandstorm Dub)" (interlúdio de dança)
15. "Red Blooded Woman" / "Where the Wild Roses Grow"
16. "Slow"
17. "Kids"
18. "Rainbow Prequel" (interlúdio)
19. "Somewhere Over the Rainbow"
20. "Come into My World"
21. "Chocolate"
22. "I Believe in You"
23. "Dreams" (contém elementos de "When You Wish upon a Star")
24. "Burning Up" / "Vogue"
25. "The Loco-Motion"
26. "I Should Be So Lucky" (contém elementos de "The Only Way Is Up")
27. "Hand on Your Heart"
28. "Space Prequel" (interlúdio)
29. "Can't Get You out of My Head" (contém excertos de "Rise of the Cybermen" e elementos da música-tema de Doctor Who)
30. "Light Years" / "Turn It into Love" (contém elementos de TARDIS desmaterializando-se)

Bis
1. "Especially for You"
2. "Love at First Sight"

## Datas
| Data                   | Cidade              | País                | Local                         | Público                 | Receita             |
| Etapa 1 — Austrália    | Etapa 1 — Austrália | Etapa 1 — Austrália | Etapa 1 — Austrália           | Etapa 1 — Austrália     | Etapa 1 — Austrália |
| ---------------------- | ------------------- | ------------------- | ----------------------------- | ----------------------- | ------------------- |
| 11 de novembro de 2006 | Sydney              | Austrália           | Sydney Entertainment Centre   | 34.774 / 34.774         | $2.963.147          |
| 12 de novembro de 2006 | Sydney              | Austrália           | Sydney Entertainment Centre   | 34.774 / 34.774         | $2.963.147          |
| 14 de novembro de 2006 | Sydney              | Austrália           | Sydney Entertainment Centre   | 34.774 / 34.774         | $2.963.147          |
| 17 de novembro de 2006 | Brisbane            | Austrália           | Brisbane Entertainment Centre | 35.574 / 37.884         | $3.354.548          |
| 18 de novembro de 2006 | Brisbane            | Austrália           | Brisbane Entertainment Centre | 35.574 / 37.884         | $3.354.548          |
| 20 de novembro de 2006 | Brisbane            | Austrália           | Brisbane Entertainment Centre | 35.574 / 37.884         | $3.354.548          |
| 23 de novembro de 2006 | Sydney              | Austrália           | Acer Arena                    | 51.852 / 51.852         | $4.963.147          |
| 24 de novembro de 2006 | Sydney              | Austrália           | Acer Arena                    | 51.852 / 51.852         | $4.963.147          |
| 26 de novembro de 2006 | Sydney              | Austrália           | Acer Arena                    | 51.852 / 51.852         | $4.963.147          |
| 30 de novembro de 2006 | Adelaide            | Austrália           | Adelaide Entertainment Centre | 21.583 / 22.411         | $2.369.124          |
| 1 de dezembro de 2006  | Adelaide            | Austrália           | Adelaide Entertainment Centre | 21.583 / 22.411         | $2.369.124          |
| 4 de dezembro de 2006  | Perth               | Austrália           | Burswood Dome                 | 36.774 / 38.774         | $3.554.147          |
| 5 de dezembro de 2006  | Perth               | Austrália           | Burswood Dome                 | 36.774 / 38.774         | $3.554.147          |
| 7 de dezembro de 2006  | Perth               | Austrália           | Burswood Dome                 | 36.774 / 38.774         | $3.554.147          |
| 10 de dezembro de 2006 | Melbourne           | Austrália           | Rod Laver Arena               | 76.526 / 76.526         | $7.578.217          |
| 11 de dezembro de 2006 | Melbourne           | Austrália           | Rod Laver Arena               | 76.526 / 76.526         | $7.578.217          |
| 13 de dezembro de 2006 | Melbourne           | Austrália           | Rod Laver Arena               | 76.526 / 76.526         | $7.578.217          |
| 14 de dezembro de 2006 | Melbourne           | Austrália           | Rod Laver Arena               | 76.526 / 76.526         | $7.578.217          |
| 16 de dezembro de 2006 | Melbourne           | Austrália           | Rod Laver Arena               | 76.526 / 76.526         | $7.578.217          |
| 17 de dezembro de 2006 | Melbourne           | Austrália           | Rod Laver Arena               | 76.526 / 76.526         | $7.578.217          |
| Etapa 2 — Europa       |                     |                     |                               |                         |                     |
| 31 de dezembro de 2006 | Londres             | Reino Unido         | Wembley Arena                 | 78.526 / 78.526         | $7.578.217          |
| 2 de janeiro de 2007   | Londres             | Reino Unido         | Wembley Arena                 | 78.526 / 78.526         | $7.578.217          |
| 3 de janeiro de 2007   | Londres             | Reino Unido         | Wembley Arena                 | 78.526 / 78.526         | $7.578.217          |
| 5 de janeiro de 2007   | Londres             | Reino Unido         | Wembley Arena                 | 78.526 / 78.526         | $7.578.217          |
| 6 de janeiro de 2007   | Londres             | Reino Unido         | Wembley Arena                 | 78.526 / 78.526         | $7.578.217          |
| 8 de janeiro de 2007   | Londres             | Reino Unido         | Wembley Arena                 | 78.526 / 78.526         | $7.578.217          |
| 9 de janeiro de 2007   | Londres             | Reino Unido         | Wembley Arena                 | 78.526 / 78.526         | $7.578.217          |
| 12 de janeiro de 2007  | Manchester          | Reino Unido         | Manchester Evening News Arena | 100.072 / 100.072       | $7.976.089          |
| 13 de janeiro de 2007  | Manchester          | Reino Unido         | Manchester Evening News Arena | 100.072 / 100.072       | $7.976.089          |
| 18 de janeiro de 2007  | Manchester          | Reino Unido         | Manchester Evening News Arena | 100.072 / 100.072       | $7.976.089          |
| 19 de janeiro de 2007  | Manchester          | Reino Unido         | Manchester Evening News Arena | 100.072 / 100.072       | $7.976.089          |
| 21 de janeiro de 2007  | Manchester          | Reino Unido         | Manchester Evening News Arena | 100.072 / 100.072       | $7.976.089          |
| 22 de janeiro de 2007  | Manchester          | Reino Unido         | Manchester Evening News Arena | 100.072 / 100.072       | $7.976.089          |
| 23 de janeiro de 2007  | Manchester          | Reino Unido         | Manchester Evening News Arena | 100.072 / 100.072       | $7.976.089          |
| Total                  | Total               | Total               | Total                         | 435.681 / 440.819 (99%) | $40.336.636         |

### Showscancelados
Em 13 de janeiro de 2007, durante sua apresentação na Manchester Evening News Arena em Manchester, Reino Unido, Minogue foi forçada a encerrar o show depois de cantar por aproximadamente 45 minutos. Mais tarde, seu porta-voz informou que a artista estava com uma infecção respiratória, e dois concertos tiveram que ser cancelados. Depois do incidente, os shows cancelados e o show interrompido foram reagendados.
| Data                  | Cidade     | País        | Local                         | Razão                 |
| --------------------- | ---------- | ----------- | ----------------------------- | --------------------- |
| 15 de janeiro de 2007 | Manchester | Reino Unido | Manchester Evening News Arena | Infecção respiratória |
| 16 de janeiro de 2007 | Manchester | Reino Unido | Manchester Evening News Arena | Infecção respiratória |

## Equipe
Fonte:
- Kylie Minogue - produtora executiva
- Terry Blamey - produtor executivo
- William Baker - diretor criativo e desenhista
- Steve Anderson - produção musical
- Kevin Hopgood - gerente de produção
- Alan MacDonald - design de produção
- John Galliano - figurinos
- Karl Lagerfeld - figurinos
- Dolce & Gabbana - figurinos, sapatos
- Addae Gaskin - figurinos
- Gareth Pugh  - figurinos
- Matthew Williamson para Emilio Pucci - figurinos
- Bvlgari - jóias
- Manolo Blahnik - sapatos
- Stephen Jones - chapelaria
- Rafael Bonachela - coreografia
- Akram Khan - coreografia
- Michael Rooney - coreografia
- Sean Fitzpatrick - gerente de turnê
- Andrew Small - bateria
- Steve Turner - teclado
- Chris Brown - baixo
- Mark Jaimes - violão
- Valerie Etienne - vocais de apoio
- Hazel Fernandez - vocais de apoio
- Janet Ramus - vocais de apoio
- Annoulka Yanminchev - capitania de dança
- Jason Beitel - dançarino
- Marco da Silva - dançarino
- Jamie Karitzis - dançarino
- Alan Lambie - dançarino
- Welly Locoh Donou - dançarina
- Claire Meehan - dançarina
- Jason Piper - dançarino
- Nikoletta Rafaelisova - dançarina
- Andile Sotiya - dançarino
- Nikki Trow - dançarina
- Rachel Yau - dançarina
- Terry Kvasnik - acrobata